# Saint-Martin-Saint-Firmin
Saint-Martin-Saint-Firmin är en kommun i departementet Eure i regionen Normandie i norra Frankrike. Kommunen ligger i kantonen Saint-Georges-du-Vièvre som tillhör arrondissementet Bernay. År 2022 hade Saint-Martin-Saint-Firmin 336 invånare.

## Befolkningsutveckling
Antalet invånare i kommunen Saint-Martin-Saint-Firmin
Referens:INSEE